# Марковцы (Гродненский район)
Марковцы (бел. Маркаўцы) — деревня в Гродненском районе Гродненской области Республики Беларусь. Входит в состав Сопоцкинского сельсовета.
Население деревни на 2009 год составляло 12 человек; на 2019 год — 15 человек.
Находится вблизи белорусско-польской границы. От населенного пункта до райцентра Гродно — 19 км.